# Île de Casenave
Pour les articles homonymes, voir Cazenave.
L'Île de Casenave – anciennement île de Chennevières – est une île fluviale française de la Marne située sur le territoire communal de Saint-Maur-des-Fossés dans le Val-de-Marne. Elle fait partie des îles de La Varenne du nom de l'ancien village de La Varenne-Saint-Hilaire.

## Géographie
L'île de Casenave se trouve en face de la commune de Chennevières-sur-Marne, au Sud-Est de la boucle que forme la Marne sur le territoire de Saint-Maur-des-Fossés auquel elle est désormais administrativement rattachée (contrairement à toutes les autres îles d'un groupe situé juste en amont de la rivière qui font toute partie du territoire de Chennevières-sur-Marne). D'une superficie de 1,537 3 hectares, elle présente une forme très allongée – elle est à ce titre la plus longue des îles de cette boucle de la rivière – avec une longueur de 700 mètres pour une largeur maximale d'environ 50 mètres.

## Histoire
L'île porte historiquement, depuis le XVe siècle, le nom d'île de Chennevières avant de prendre celui d'un particulier, le diplomate Maurice Casenave (1860-1935) – ami de Paul Claudel et propriétaire du château des Rets, acquis par son grand-père en 1807, dont dépendait l'île de Chennevières –, qui l'achète à la commune de Chennevières-sur-Marne en 1924 puis la revend en 1934 à celle de Saint-Maur-des-Fossés,. Après la mort de ce dernier, la municipalité de Saint-Maur-des-Fossés renomme l'île du nom de son ancien propriétaire.

## L'île dans les arts
Un tableau de style impressionniste du peintre Camille Pissarro datant de 1870 la représente avec ses peupliers ; il fait partie des collections du musée d'Orsay.